# 譚少瑛
譚少瑛（英語：Fanny Tam Siu Ying），香港亞洲電視甘草演員，祖籍廣東省廣州市白雲區，在香港出生長大，擅長扮演賢妻良母，既演過古裝劇，又演過時裝劇。於80-90年代擔任少數電視劇角色，另外他曾為80-90年代教育電視定期演出角色之一，主要扮演母親的角色。2000年後淡出。

## 影視作品
- 《司機大佬》飾演李超仁的母親。
- 《97變色龍》飾演黃尚慧。
- 《代代平安》飾演粵劇班導師。
- 《碧血青天楊家將》飾演楊頴九妹[2]。
- 《我和春天有個約會》飾演王鳳燕（ 藍鳯萍的母親 ）[3]。
- 在舞臺劇《審死官》飾演田老夫人。